# オロチョンの火祭り
オロチョンの火祭りとは、北海道網走市でのイベントのひとつとして実施される祭りである。
先住民族の慰霊と豊穣を祈願して行われる儀式で、北方少数民族の衣装に身を包み、太鼓やコロホルに合せて炎を囲んで踊る。

## 歴史
オホーツク海に面した網走では古来より北方民族との交流が盛んであり、モヨロ貝塚などではアイヌ民族の先祖の一部となったオホーツク人の人骨が発見されている。それらの経緯からモヨロ貝塚において1940年頃から「モヨロ祭」として北方民族を慰霊する祭が開催されていた。終戦後の1950年には樺太から引揚げてきたウィルタ民族やニブフ民族の協力を得て「オロチョンの火祭り」が正式な市の夏祭りとして組み込まれるようになった。その後10月1日から実施される「カムバックサーモンin網走湖」に組み込まれ、観光イベントとして人気を博している。

## 名称について
オロチョンは元来ロシア領内に居住するツングース系の民族を指す言葉であるが、日本において「北方民族」を指す言葉として漠然と用いられた時期があり、その名残からオロチョンの火祭りと命名されている。ただし、現時点でオロチョン族と呼ばれる民族の文化に火祭りと呼ばれるような儀式は無い。